# Nemesgomba
Nemesgomba (1899-ig Gomba, szlovákul Hubice) község Szlovákiában, a Nagyszombati kerületben, a Dunaszerdahelyi járásban.

## Fekvése
Somorjától 10 km-re északkeletre, a Csallóközben fekszik.

## Története
1301-ben említik először. Egykor nemesi község, a Gomba család ősi birtoka. Később a Szelepcsényi, majd a Forgách család volt a birtokosa. 1553-ban 7 adózó portája volt a falunak. 1666-ban Szelepcsényi György esztergomi érsek posztógyárat alapított itt, emellett juhászatot, halastavakat építtetett. 1828-ban 28 házában 197 lakos élt.
Világszerte híres volt a lótenyésztése. A Wiener-Welten család alapította az első istállót 1882-ben. Kizárólag angol telivéreket, shiereket és telivér lovakat nevelt. A gombai versenylovaknak nem csak a hírük volt nagy, de az eredményeik is említésre méltóak. Bécsi, budapesti, kölni lóversenyeket nyertek meg. Rudolf von Wiener-Weltenről mintázta Krúdy az Isten Veletek ti boldog Vendelinek! című elbeszélésében szereplő Wiener-Waldau lovagot. A gombai tenyészet kiváló minőségét igazolja az is, hogy Csehországban és Nagy-Britanniában évente megrendezik Gomba Község Nagydíját.
Vályi András szerint "GOMBA. Magyar falu Posony Vármegyében, földes Urai Kempelen, Farkas ’s több Uraságok, lakosai katolikusok, és reformátusok, fekszik a’ Csalóközben, Csötörtöknek szomszédságában, mellynek filiája, Luipersdorftól nem meszsze, eredeti helye a’ XIIIdik és XIVdik században el híresedett Gomba nemzetségnek; az után a’ Czisztertziták vévék meg Maholányi Uraságtól, néhai Szeleptséni Érseknek idejekor igen nevezetes, posztót készítő ház, vagy Fábrika vala itten, mellyből a’ külföldiekhez hasonlók kerűltek vala ki; de mint hogy a’ kőltség felűl haladá a’ jövedelmet vége szakadott. Ez időben az Érseki kastély mellett, jeles halas tó, és más ékességek is valának itten. Sovány, köves és szük határja van; erdejét egyedül Kempelen Úr bírja, tehát széna, és fa nélkül szűkölködik."
Fényes Elek szerint "Gomba, magyar falu, Pozsony vármegyében, a Csalóközben, Pozsonyhoz 3 1/2, Csötörtökhöz egy mfld. távolságra: 163 kath., 6 ref., 9 zsidó lak. Hajdan a Szelepcsényi György esztergomi érsek által felállitott posztógyár tette nevezetessé: most pedig Udvarnoky Lajosnő szép izlésű nagy kastélya ékesíti, egy gyönyörű angol kerttel, melly ámbár csak nem régiben rendeztetett el, mégis ritka külföldi növényeivel, üvegházaival, s más elrendeztetésével, minden mostanság a megyében kitetsző kerttel vetélkedik. Birtokosa régen a Gombay család volt, későbben Szelepcsényiek, majd Forgácsok birták; most pedig nagyobb részét Udvarnoky Lajos birja, a többi b. Jeszenák, Gál, Molnár, Hideghéti, s m. t."
A trianoni békeszerződésig Pozsony vármegye Somorjai járásához tartozott.

## Népessége
| Év:            | 1994. | 2004.   | 2014.    | 2024.    |
| -------------- | ----- | ------- | -------- | -------- |
| Emberek száma: | 504   | 510     | 576      | 656      |
| Eltérés:       |       | +1,19 % | +12,94 % | +13,88 % |

| Év:            | 2023. | 2024.   |
| -------------- | ----- | ------- |
| Emberek száma: | 649   | 656     |
| Eltérés:       |       | +1,07 % |

1910-ben 237, túlnyomórészt magyar anyanyelvű lakosa volt.
2001-ben 504 lakosából 389 magyar és 111 szlovák volt.
2011-ben 559 lakosából 389 magyar és 167 szlovák volt.
2021-ben 626 lakosából 351 (+13) magyar, 263 (+16), 2 (+2) cigány, 5 (+3) egyéb és 5 ismeretlen nemzetiségű volt.

## Nevezetességei

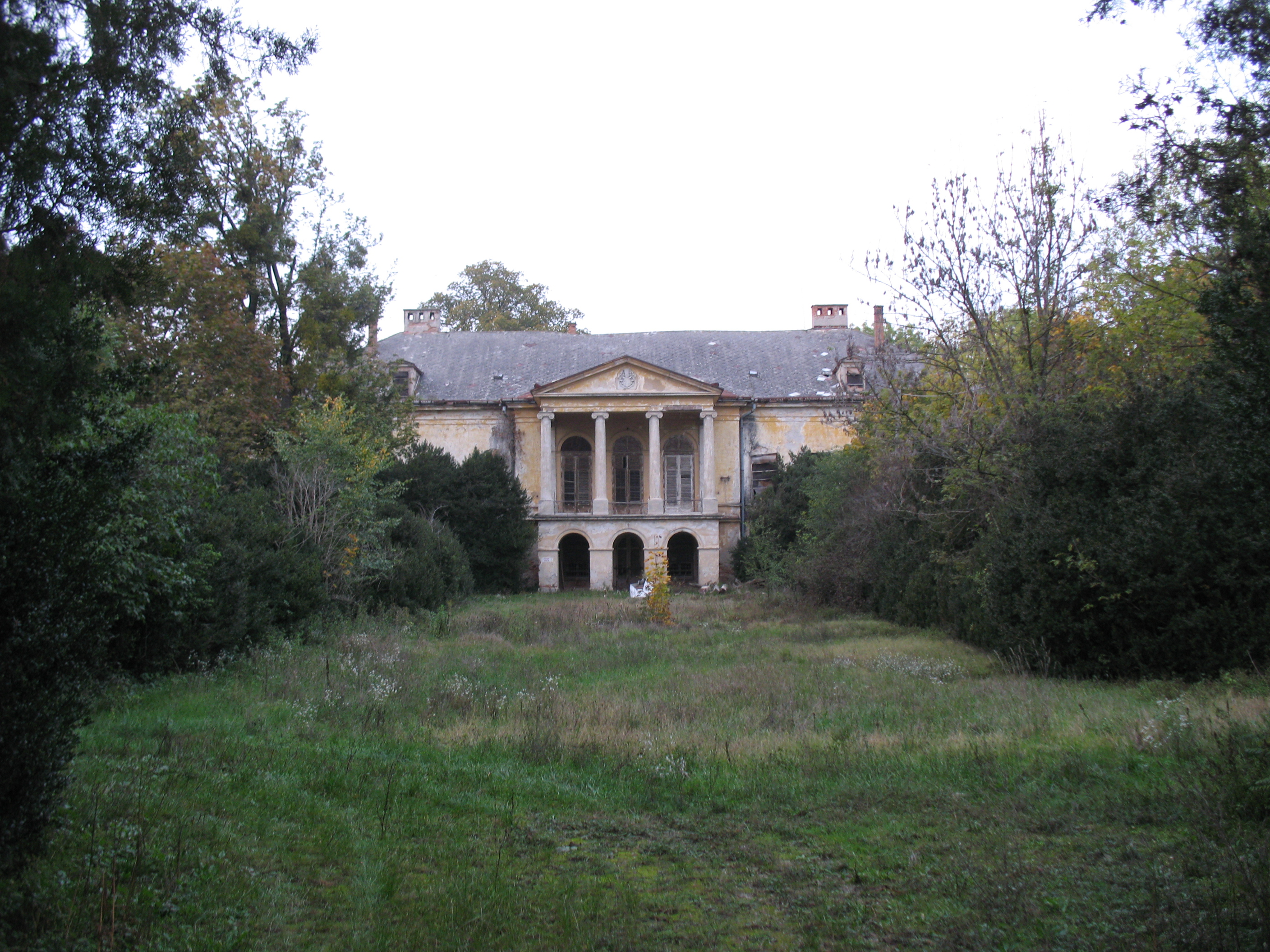
Kastély szemből

- Sarlós Boldogasszony tiszteletére szentelt római katolikus temploma a 13. század második felében épült, kapuzata 15. századi.
- Udvarnoky-Nyáry kastély, vagy nagy kastély 1830 körül épült klasszicista stílusban, reneszánsz alapokon. Elődjét, a vászonszövő manufaktúrát Szelepcsényi György esztergomi érsek alapította 1666-ban. 1882-től 1948-ig a Wiener-Welten család tulajdona volt. A kastélyt nagy park övezi. A népi emlékezet szerint a kertben lévő egyik tölgyfa alatt töltötte az első éjszakáját II. Rákóczi Ferenc a Bécsújhelyből való szökése után.[6]
- Wiener-Welten kastély, vagy kis kastély a 19. század első felében épült.
- 1772-ben épített kúriáját Kempelen János építtette át, s élete végén Kempelen Farkas lakott benne.
- Gombai park

## Híres személyek
- Itt született 1833-ban Nagy Illuminát ferences szerzetes, vikárius.
- Itt, a család kúriájában élt és alkotott Kempelen Farkas tudós, feltaláló.
- Itt dolgozott Véneny Lajos (1888-1975) növénynemesítő.